# Millardia kondana
Millardia kondana är en däggdjursart som beskrevs av Gaurav K. Mishra och Dhanda 1975. Millardia kondana ingår i släktet indiska mjukpälsråttor och familjen råttdjur. Inga underarter finns listade i Catalogue of Life.
Arten är bara känd från en mindre region i västra Indien. Den hittades där vid cirka 1250 meter över havet. Individerna är aktiva på natten och gräver underjordiska bon. Utbredningsområdet är täckt av lövfällande skogar och buskskogar.
Vuxna exemplar är 15 till 20 cm långa (huvud och bål) och har en 11 till 18,6 cm lång svans. Bakfötternas längd är 2,7 till 3,4 cm och öronen är 1,6 till 2,3 cm stora. Viktuppgifter saknas. Det finns en tydlig gräns mellan den mörkbruna ovansidan och den vita undersidan. Vid svansen är undersidan bara lite ljusare än ovansidan. Antalet spenar hos honor är fyra par. Arten har en diploid kromosomuppsättning med 36 kromosomer (2n=36).
Honor med nyfödda ungar registrerades i oktober och antalet ungar per kull var 2 till 9.
Stora delar av det ursprungliga landskapet omvandlades till jordbruksmark eller betesmarker. Betesmarkerna brukas intensivt. Ett annat hot är bränder. Endast på bergstoppar hittar Millardia kondana mer skydd. IUCN kategoriserar arten globalt som starkt hotad.